# 496 (číslo)
Čtyři sta devadesát šest je přirozené číslo. Následuje po čísle čtyři sta devadesát pět a předchází číslu čtyři sta devadesát sedm. Římskými číslicemi se zapisuje CDXCVI a řeckými číslicemi υϟς.

## Matematika
496 je:
- Dokonalé číslo
- Složené číslo
- Šestiúhelníkové číslo
- Šťastné číslo

## Astronomie
- (496) Gryphia je planetka hlavního pásu, kterou objevil v roce 1902 Max Wolf

## Roky
- 496
- 496 př. n. l.